# Galecyon
Galecyon is een geslacht van uitgestorven roofzoogdieren uit de onderfamilie Sinopinae van de Hyaenodontidae die tijdens het Eoceen in Noord-Amerika en Europa leefden.

## Fossiele vondsten
Fossielen van Galecyon zijn gevonden in de Verenigde Staten, België en Frankrijk. De Amerikaanse vondsten zijn gedaan in de staat Wyoming en dateren uit de North American Land Mammal Age Wasatchian. Tijdens het Neustrian kwam Galecyon in het noordwesten van Europa voor met fossiele vondsten in Dormaal en de Soissonnais-formatie, terwijl in het zuidwesten hyaenodonten behorend tot de Proviverrinae leefden.

## Kenmerken
Galecyon had een geschat gewicht van 5,2 tot 7,9 kg en het leefde met name op de grond. Deze hyaenodont had geen specifieke aanpassingen om te klimmen of te rennen zoals verwante tijdgenoten. 